# 福岡県立福岡中央高等学校
福岡県立福岡中央高等学校（ふくおかけんりつ ふくおかちゅうおうこうとうがっこう）は、福岡県福岡市中央区平尾三丁目に位置する県立高等学校。
県立の公立高校では唯一福岡市中央区に位置している。通称は「福中」（ふくちゅう）であり、校内では「中央」と呼ぶことが多い。全日制課程に普通科を設置している。
かつては女子校（高等女学校）であったため女子生徒数の比率が高い。2007年5月1日現在の生徒数は男子433人、女子625人。

## 沿革
- 1898年（明治31年）6月6日 - 福岡市立福岡高等女学校設置認可。
- 1900年（明治33年）5月23日 - 福岡県福岡高等女学校と改称。
- 1901年（明治34年）5月9日 - 福岡市立福岡高等女学校と改称。
- 1901年（明治34年）11月20日 - 校舎移転。
- 1902年（明治35年）4月1日 - 香蘭会結成。
- 1908年（明治41年）4月1日 - 福岡県立福岡高等女学校と改称。
- 1908年（明治41年）10月31日 - 同窓会、香蘭会と合併。
- 1918年（大正7年）6月6日 - 旧校歌制定。
- 1925年（大正14年）4月1日 - 福岡県福岡高等女学校と改称。
- 1932年（昭和7年）3月10日 - 校舎移転。
- 1938年（昭和13年）6月6日 - 校旗制定。
- 1948年（昭和23年）4月1日 - 福岡県福岡女子高等学校と改称、専攻科を廃止。
- 1948年（昭和23年）11月23日 - 第1回全日本合唱コンクール学生部門優勝[1]。
- 1949年（昭和24年）4月1日 - 福岡県立福岡中央高等学校と改称。
- 1954年（昭和29年）4月1日 - 新校旗制定。
- 1957年（昭和32年）6月6日 - 新校歌制定。
- 1984年（昭和59年）4月16日 - 校舎の改築が竣工。

## 教育組織
次の教育組織がある。
- 全日制の課程
  - 普通科

普通科2年は「文系コース」と「理系コース」へ、続いて3年には「文Iコース（国公立文系）」「文IIコース（私立文系）」「理系コース」へ分かれる。

尚、この学校には「1年3学期」「2年3学期」は名前だけでしか存在しておらず、それぞれ「2年0学期」「3年0学期」として扱われている。これは、早い時期から次学年への意識を高めようという学校側の方針である。

## 校章
八咫の鏡に星を組み合わせたもの。

## 校歌

### 福岡中央高等学校
- 作詞・花田比露思
- 作曲・荒谷俊治

### 福岡高等女学校
- 作詞・久保田俊夫
- 作曲・中野喜代

## 学校行事
- 4月 - 入学式、遠足
- 6月 - 中間考査、体育大会
- 11月-秋桜祭（文化祭）
- 1月 - 予餞会
- 3月 - クラスマッチ、卒業式、学力検査、合格発表

## 部活動
- 弓道
- 柔道
- 杖道
- 水泳
- ソフトテニス
- ソフトボール
- 卓球
- テニス
- バスケットボール
- バレーボール
- ハンドボール同好会
- 野球
- 陸上競技
- ESS
- 囲碁将棋
- 演劇
- 科学
- 華道
- コーラス
- 茶道
- 写真
- 書道
- 吹奏楽
- 箏曲
- ダンス
- 漬物道場
- パソコン
- 美術
- 百人一首
- 文芸
- ホームメイキング
- 放送
- ボランティア
- 漫画研究

## 通学手段など
最寄り駅
- 薬院大通駅
- 薬院駅
- 西鉄バス薬院大通・新川町・薬院交番前バス停

## 通学区域
第五学区に含まれるが、他学区内にも受験可能な区域がある。以下の区域を通学区域とする（特記ない場合はその自治体内の全区域）。
- 福岡市のうち、以下の区域
  - 中央区
  - 博多区のうち、博多・席田・東光・住吉・東住吉・三筑・那珂・板付中学校の校区
  - 城南区
  - 南区
  - 早良区のうち 梅林、原・原中央（大原小学校校区を除く）・田隈中学校の校区と、次郎丸中学校校区のうち星の原団地
- 太宰府市
- 春日市
- 大野城市
- 筑紫野市
- 那珂川市

## 著名な出身者
- 入江杏子 - 女優[2] ※旧制 福岡高等女学校
- 森禮子 - 作家
- 大道珠貴 - 作家
- 長谷川町子 - 漫画家、旧制福岡県立福岡高等女学校2年生の1933年（昭和8年）まで在学。
- 森口博子 - 歌手・タレント（※芸能界入りのため途中で堀越高等学校へ転校した）
- 分山貴美子 - 口笛演奏家
- 米倉斉加年 - 俳優
- 田中優次 - 西部ガス社長、日本ガス協会副会長
- 藤井徳夫 - イフジ産業創業者・元社長
- 村田邦彦 - ピエトロ創業者・元社長
- 岡部はち郎 - タレント
- 熊丸真太郎 - 教育学者
- 奥村心雪 - キャラクターデザイナー
- 岩下智子 - フルート奏者
- 萬代峰子 - 女優
- 渕上舞 (声優)
- 岩崎大輔 - ピアニスト
- 西田藍 - エッセイスト、書評家